# Малороганский сельский совет
Малороганский сельский совет — входит в состав Харьковского района Харьковской области Украины.
Административный центр сельского совета находится в селе Малая Рогань
.

## История
- 1993 — дата образования.

## Населённые пункты совета
- село Малая Рогань
- село Бисквитное
- село Коропы

### Ликвидированные населённые пункты
- село Роганка